# Лабрадорско-инуитский пиджин
Лабрадорско-инуитский пиджин (англ. Labrador Inuit Pidgin French) — мёртвый пиджин и контактный язык на французской основе, который раньше являлся смесью, на котором с конца 17 века до приблизительно 1760 года говорили бретонские и баскские рыбаки и инуиты, проживающие на проливе Белл-Айл региона Лабрадор провинции Ньюфаундленд и Лабрадор в Канаде.